# Julius von Sachs
Julius von Sachs [zaks] (2. října 1832 Vratislav – 29. května 1897 Würzburg) byl německý botanik,  zakladatel experimentální fyziologie rostlin a historik botaniky. V mládí působil na pražské univerzitě, kde objevil princip hydroponie.

## Život a dílo
Narodil se v dnešní polské Vratislavi, která tehdy náležela Prusku. Studoval na alžbětinském gymnáziu, kde se seznámil se  syny profesora vratislavské univerzity Jana Evangelisty Purkyně. Purkyně si  povšiml jeho zájmu o přírodní vědy  a cenil si zvláště jeho kreslířské nadání. V šestnácti Sachsovi zemřel otec, krátce na to matka i bratr, oba na choleru. V roce 1851 ho proto, jako ještě nedostudovaného gymnazistu, pozval  profesor Purkyně  do Prahy a zaměstnal ho ve svém Fyziologickém ústavu.  V Praze z něj učinil svého asistenta a přijal jej do své rodiny. Sachs si zpočátku vydělával kresbami schémat pro přednášky. Dokončil zde gymnázium a pak začal studovat přírodní vědy na Karlo-Ferdinandově univerzitě. Již jako student univerzity začal psát články pro Purkyněho časopis Živa, stejně jako pro německojazyčný časopis Lotos. Také je ilustroval. Na univerzitě absolvoval v roce 1856 a krátce na to přerušil kontakt s Purkyňovou rodinou. V roce 1857 byl jmenován soukromým docentem v oboru fyziologie rostlin, což byl zcela nový obor, nejen na pražské univerzitě, ale ve světovém měřítku.  Od roku 1857 žil v Myslíkově ulici v Praze, převážně zde bádal. Zde také objevil hydroponii, metodu pěstování rostlin ve vodních roztocích.  Tento objev mu zajistil evropskou reputaci a pozvání na lesnickou a zemědělskou akademii v Tharandtu u Drážďan, které roku 1859 přijal. V Praze strávil celkem devět let.
Pak vedl krátce polytechniku v Saské Kamenici, aby v roce 1861 zamířil na zemědělskou akademii v Poppelsdorfu (dnes součást Univerzity v Bonnu). V roce 1865 byla vydána jeho kniha  Handbuch der Experimentalphysiologie der Pflanzen  (Příručka experimentální fyziologie rostlin). Roku 1867 byl jmenován profesorem botaniky na univerzitě ve Freiburgu, kde napsal učebnici botaniky (Lehrbuch der Botanik), která postupně vyšla v mnoha vydáních a překladech. 
V roce 1868 byl jmenován ředitelem Botanického ústavu Univerzity ve Würzburgu. Roku 1875 vyšel  jeho obsáhlý spis Geschichte der Botanik vom 16. Jahrhundert bis 1860 (Dějiny botaniky od 16. století do roku 1860), na kterém pracoval  mezi lety 1872–1875. Sachs v něm rozdělil botaniku na tři obory: systematiku (založenou na morfologii), rostlinnou anatomii a rostlinnou fyziologii. Dílo je mimořádným příspěvkem k dějinám vědy a poskytuje obraz dobového vědění.  Do botaniky zavedl řadu odborných termínů. V oboru experimentální botaniky se zabýval  působením zemské tíže, teploty a světla na růst, dynamikou růstu a strukturou apikálních meristémů (tkání na špičce kořenů a stonků), transpirací rostlin a  regulací růstu organogenními látkami. Je považován za otce ideje florigenu, univerzálního hormonu kvetení.  Velkou pozornost věnoval problematice fotosyntézy. Během své kariéry napsal více než 150 původních pojednání.   Na univerzitě působil více než 30 let a mnoho jeho studentů se později stalo uznávanými botaniky, např.  Francis Darwin, Fritz Noll, Karl Prantl, Ernst Stahl, Hugo de Vries nebo Otto Appel. 
V roce 1874 se stal členem korespondentem Bavorské akademie věd a humanitních věd a v roce 1880 zahraničním členem. V roce 1880 byl zvolen členem Leopoldiny, v roce 1882 do Americké akademie umění a věd, v roce 1885 do Královské nizozemské akademie věd. Roku1888 se stal zahraničním členem britské Královské společnosti a v roce 1895 členem  americké Národní akademie věd (NAS). Za své zásluhy byl povýšen do šlechtického stavu, obdržel několik bavorských řádů. 
Zemřel ve Würzburgu 29. května 1897 ve věku 64 let a je pochován na městském hřbitově. 
Na památku jeho působení v Praze byl v roce 2014 odhalen pomník s bustou Julia Sachse před budovou Přírodovědecké fakulty ve Viničné ulici.